# トム・ハンクス
トーマス・ジェフリー・“トム”・ハンクス（Thomas Jeffrey "Tom" Hanks, 1956年7月9日 - ）は、アメリカ合衆国カリフォルニア州出身の俳優、映画監督、映画・テレビプロデューサー。

## 来歴

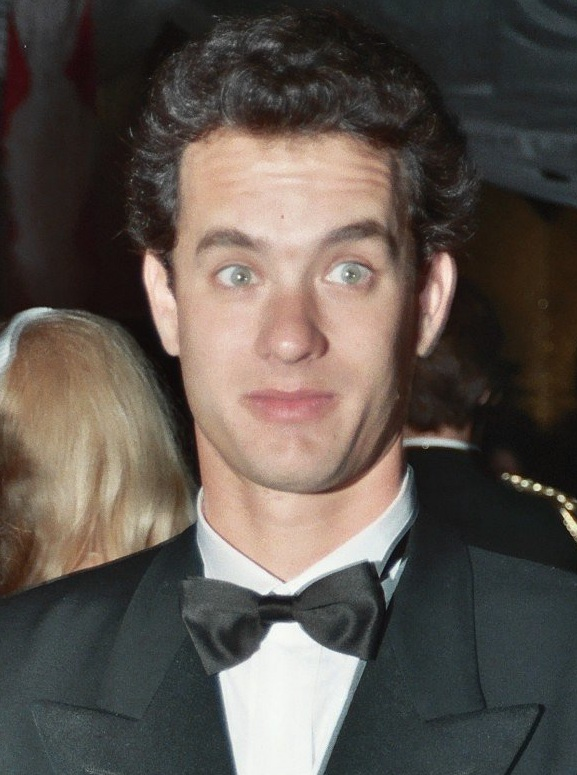
1990年

全米長寿バラエティ番組『サタデー・ナイト・ライブ』や、『スプラッシュ』『メイフィールドの怪人たち』『ビッグ』といった軽妙なコメディ映画を得意とする若手コメディアンとして活躍していた。
カリフォルニア州コンコード生まれ。父親は料理人、母親は病院職員。両親は1960年代に離婚し、トムは兄ラリー（現在は昆虫学者）と姉サンドラ（現在は著述家）と共に父親の元で育つ。末弟ジムは母親の元で育った。
カリフォルニア州ヘイワードのChabot Collegeで演劇を学んだ後、カリフォルニア州立大学サクラメント校に編入。
1979年にニューヨークに移り、翌年『血ぬられた花嫁』で映画デビュー。
1993年にエイズを取り扱ったシリアスなドラマ『フィラデルフィア』、そして1994年に『フォレスト・ガンプ 一期一会』で2年連続、アカデミー主演男優賞を受賞、ライトコメディ俳優から一躍オスカー常連の名優へと成長し、以降は数々の話題作・大作に立て続けに主演を重ねていった。
1996年には、監督作『すべてをあなたに』を発表、映画監督としても高い評価を得た。この映画では当時無名だったシャーリーズ・セロンを発掘し、後にセロンからも恩人として名前を挙げられている。自身の本分は役者であるとの意向から、以後は長らく監督業を手がけていなかったが、2011年の『幸せの教室』にて15年ぶりにメガホンをとった（ただし、ドラマ『バンド・オブ・ブラザース』では第5話『岐路(Crossroads)』のみ監督を担当している）。
2001年公開した第二次世界大戦が舞台の戦争ドラマ『バンド・オブ・ブラザース』ではスティーヴン・スピルバーグと共に製作指揮を行い、息子のコリン・ハンクスも出演していることで話題になった。
2014年、初の短編小説が米文芸誌『ニューヨーカー』の10月27日号に掲載。タイトルは『アラン・ビーン、ほか四名』。同12月、母国の栄誉である『ケネディ・センター名誉賞』を受賞。
2016年、母国の最高位勲章『大統領自由勲章』を受章。
2020年、セシル・B・デミル賞を受賞。

### 日本への訪問
映画のプロモーションでは数回だけ日本を訪問しており、『ポーラー・エクスプレス』、『ターミナル』、『ダ・ヴィンチ・コード』、『ハドソン川の奇跡』などのプロモーションで、それぞれジャン・レノやロバート・ゼメキス監督らと共に日本を訪問している。また、自身が監督も務めた『すべてをあなたに』の日本訪問の際には、出演者らと共に日本テレビ系の歌番組『THE夜もヒッパレ』にゲスト出演。ハンクスはその際に歌（「I Want To Hold Your Hand」）も披露した。2009年5月に『天使と悪魔』のプロモーションのために、プロデューサーのブライアン・グレイザー、監督のロン・ハワード、共演のアイェレット・ゾラーらと6度目の日本訪問をした際には、東京ドームで行われた巨人対中日戦の始球式に登場し、原辰徳監督との対面も果たした。2013年の『キャプテン・フィリップス』のプロモーションでは第26回東京国際映画祭のオープニングセレモニーに参加し、安倍晋三首相と握手を交わした。

## 私生活
サマンサ・ルイスとの間に1977年11月、現在俳優として活躍するコリン・ハンクス誕生。翌年、サマンサと結婚。1982年、長女エリザベス誕生。1987年、離婚。1988年、リタ・ウィルソンと再婚。一時期ラッパーとして活動したチェスター・ハンクスを含む2人の子供をもうける。（チェスターはインディ・ジョーンズ/クリスタル・スカルの王国に学生役の端役としても出演している。）
エイブラハム・リンカーンと遠縁である（リンカーンの母親ナンシー・ハンクスの曾祖父の兄弟がトム・ハンクスの先祖、8代前）。
民主党を支持しており、2008年の大統領選の際にはバラク・オバマを支持した。
『幸せの教室』で共演しているジュリア・ロバーツとは長年の友人で、家族ぐるみの付き合いだという。
2013年にトーク番組「デヴィッド・レターマン・ショウ」で2型糖尿病と診断されたことを公表。『プリティ・リーグ』、『フィラデルフィア』、『キャスト・アウェイ』などで体重の増減量を行うことが多かったことが一因であるという。
2020年3月11日、新作映画の撮影のためにオーストラリア滞在中、妻のリタ・ウィルソンと共に新型コロナウイルス感染症（COVID-19）に罹り、隔離観察の対象となったことを明かした。ハリウッド俳優として、同感染症を公表したのはハンクスが初めてだった。同月29日、症状が回復し、妻のリタ・ウィルソンと共に自宅のあるアメリカに帰国した。
趣味でタイプライターの収集を行っており、コロナウィルスの罹患で隔離中にはスミス・コロナのタイプライターを持参している。

### 経済面
2001年4月、1974年に卒業した母校である高校の古くなった劇場を復旧させるため、約1500万円を寄付した。この劇場は彼が俳優になる下地を作った思い出深い場所で、寄付の見返りとしてこの講堂に当時ハンクスが所属した演劇部の顧問だったラウリー・ファンズワースにちなんで名前をつけるよう頼んでいる。
2010年2月、『ヴァニティ・フェア』誌が「2009年に最も稼いだハリウッドの稼ぎ手」のランキングを発表し、3,600万ドル（日本円で約32億4,000万円）を稼いで8位にランクインした。この金額は映画のギャラだけでなく、商品のロイヤリティ収入なども含んでいる。
2011年8月、経済誌『フォーブス』が2010年の5月1日から2011年5月1日の1年間で「最も稼いだハリウッド俳優」のランキングを発表し、推定3,500万ドル（日本円で約28億円）を稼いで5位にランクインした。

## 出版
- 『変わったタイプ』、小川高義訳、新潮社〈新潮クレスト・ブックス〉、2018年。ハンクス自身の著作（短編小説集）

### 評伝
- ロイ・トラキン『トム・ハンクス　スターダムへの軌跡』、大橋雅子訳、近代文芸社、1996年

## フィルモグラフィ

### 映画
| 年   | 題名                                                                                             | 役名 | 備考                                                                 | 日本語吹替                                                   |
| ---- | ------------------------------------------------------------------------------------------------ | --- | -------------------------------------------------------------------- | ------------------------------------------------------------ |
| 1980 | 血ぬられた花嫁 He Knows You're Alone                                                             | エリオット | 日本劇場未公開                                                       |                                                              |
| 1984 | スプラッシュ Splash                                                                              | アレン・バウアー |                                                                      | 三ツ矢雄二（フジテレビ版） 内匠靖明（Disney+版）             |
| 1984 | 独身SaYoNaRa! バチェラー・パーティ Bachelor Party                                                | リック・ガスコ | 池田秀一                                                             |                                                              |
| 1985 | 赤い靴をはいた男の子 The Man with One Red Shoe                                                   | リチャード | 日本劇場未公開                                                       | 不明                                                         |
| 1985 | ピース・フォース Volunteers                                                                      | ローレンス・ボーン三世 | 日本劇場未公開                                                       |                                                              |
| 1986 | マネー・ピット Money Pit                                                                         | ウォルター・フィールディング・Jr |                                                                      | 大塚芳忠（TBS版） 松本保典（ソフト版） 花輪英司（Netflix版） |
| 1986 | 恋のじゃま者 Nothing in Common                                                                   | デイヴィッド・バズナー |                                                                      |                                                              |
| 1987 | ドラグネット 正義一直線 Dragnet                                                                  | ペップ・ストリーベック | 井上和彦（テレビ朝日版） 大塚芳忠（機内上映版）                      |                                                              |
| 1988 | ビッグ Big                                                                                       | ジョシュ・バスキン | 堀内賢雄（ソフト版） 井上和彦（テレビ東京版） 大塚芳忠（機内上映版） |                                                              |
| 1988 | パンチライン Punchline                                                                           | スティーヴン・ゴールド | 日本劇場未公開                                                       |                                                              |
| 1989 | ターナー&フーチ/すてきな相棒 Turner & Hooch                                                      | スコット・ターナー |                                                                      | 山寺宏一（TBS版） 堀内賢雄（テレビ朝日版、機内上映版）       |
| 1989 | メイフィールドの怪人たち The Burbs                                                               | レイ・ピーターソン | 松本保典（ソフト版） 山寺宏一（テレビ朝日版）                        |                                                              |
| 1990 | ジョー、満月の島へ行く Joe Versus the Volcano                                                    | ジョー・バンクス | 日本劇場未公開                                                       | 田中秀幸                                                     |
| 1990 | 虚栄のかがり火 The Bonfire of the Vanities                                                       | シャーマン・マッコイ |                                                                      | 三ツ矢雄二                                                   |
| 1992 | プリティ・リーグ A League of Their Own                                                           | ジミー・ドゥーガン | 大塚芳忠（ソフト版） 安原義人（日本テレビ版）                        |                                                              |
| 1992 | ラジオ・フライヤー Radio Flyer                                                                   | 大人のマイク | クレジットなし                                                       |                                                              |
| 1993 | めぐり逢えたら Sleepless in Seattle                                                              | サム・ボールドウィン |                                                                      | 山寺宏一（ソフト版） 江原正士（フジテレビ版）                |
| 1993 | フィラデルフィア Philadelphia                                                                    | アンドリュー・ベケット | アカデミー主演男優賞                                                 | 田中秀幸                                                     |
| 1994 | フォレスト・ガンプ/一期一会 Forrest Gump                                                         | フォレスト・ガンプ | アカデミー主演男優賞                                                 | 江原正士（ソフト、フジテレビ版） 山寺宏一（日本テレビ版）    |
| 1995 | アポロ13 Apollo 13                                                                               | ジム・ラヴェル |                                                                      | 江原正士（ソフト、フジテレビ版） 山寺宏一（日本テレビ版）    |
| 1995 | セルロイド・クローゼット The Celluloid Closet                                                    | | ドキュメンタリー                                                     |                                                              |
| 1995 | トイ・ストーリー Toy Story                                                                       | ウッディ・プライド | アニメ映画、声の出演                                                 | 唐沢寿明（劇場公開版） 山寺宏一（初回収録版）                |
| 1996 | すべてをあなたに That Thing you Do!                                                              | ミスター・ホワイト | 兼監督・脚本                                                         | 山寺宏一                                                     |
| 1998 | ユー・ガット・メール You've Got Mail                                                             | ジョー・フォックス |                                                                      | 井上和彦（ソフト版） 江原正士（フジテレビ版）                |
| 1998 | プライベート・ライアン Saving Private Ryan                                                       | ジョン・H・ミラー大尉 | 江原正士（ソフト版） 山寺宏一（テレビ朝日版）                        |                                                              |
| 1999 | トイ・ストーリー2 Toy Story 2                                                                    | ウッディ・プライド | アニメ映画、声の出演                                                 | 唐沢寿明 辻谷耕史（予告）                                    |
| 1999 | グリーンマイル The Green Mile                                                                    | ポール・エッジコム |                                                                      | 江原正士（ソフト、フジテレビ版）                             |
| 2000 | キャスト・アウェイ Cast Away                                                                     | チャック・ノーランド | 兼製作                                                               | 井上和彦                                                     |
| 2002 | ロード・トゥ・パーディション Road to Perdition                                                   | マイケル・サリヴァン |                                                                      | 江原正士                                                     |
| 2002 | キャッチ・ミー・イフ・ユー・キャン Catch me if you can                                           | カール・ハンラティ |                                                                      | 江原正士                                                     |
| 2004 | レディ・キラーズ Lady killers                                                                    | 教授 |                                                                      | 江原正士                                                     |
| 2004 | ターミナル The Terminal                                                                          | ビクター・ナボルスキー | 江原正士（ソフト、フジテレビ版）                                     |                                                              |
| 2004 | ポーラー・エクスプレス The Polar Express                                                         | ヒーロー・ボーイ、父親、車掌 ホーボー、サンタクロース                                                                                   | 兼製作総指揮、声の出演                                               | 唐沢寿明                                                     |
| 2004 | トラブル IN ベガス Elvis Has Left the Building                                                   | メイルボックスエルヴィス | カメオ出演                                                           |                                                              |
| 2006 | ダ・ヴィンチ・コード The Da Vinci Code                                                           | ロバート・ラングドン |                                                                      | 江原正士（劇場公開、フジテレビ版）                           |
| 2006 | チャーリー・ウィルソンズ・ウォー Charlie Wilson's War                                            | チャーリー・ウィルソン | 兼製作                                                               | 江原正士                                                     |
| 2006 | カーズ Cars                                                                                      | ウッディ・カー | アニメ映画、声の出演                                                 | 辻谷耕史                                                     |
| 2007 | ザ・シンプソンズ MOVIE The Simpsons Movie                                                        | 本人役 | アニメ映画、声の出演                                                 | 江原正士（劇場公開、オリジナル版）                           |
| 2008 | ザッツ★マジックアワー ダメ男ハワードのステキな人生 The Great Buck Howard                         | ミスター・グレイブ | 兼製作 日本劇場未公開                                                | 中村浩太郎                                                   |
| 2009 | 天使と悪魔 Angels & Demons                                                                       | ロバート・ラングドン |                                                                      | 江原正士                                                     |
| 2010 | トイ・ストーリー3 Toy Story 3                                                                    | ウッディ・プライド | アニメ映画、声の出演                                                 | 唐沢寿明 辻谷耕史（予告）                                    |
| 2011 | ハワイアン・バケーション Hawaiian Vacation                                                       | ウッディ・プライド | 短編アニメ、声の出演                                                 | 唐沢寿明                                                     |
| 2011 | 幸せの教室 Larry Crowne                                                                          | ラリー・クラウン | 兼監督・製作・脚本                                                   | 安原義人                                                     |
| 2011 | ニセものバズがやって来た Toy Story Toons: Small Fry                                              | ウッディ・プライド | 短編アニメ、声の出演                                                 | 唐沢寿明                                                     |
| 2011 | ものすごくうるさくて、ありえないほど近い Extremely Loud & Incredibly Close                       | トーマス・シェル・Jr |                                                                      | 江原正士                                                     |
| 2012 | クラウド アトラス Cloud Atlas                                                                    | ヘンリー・グース医師 安ホテル支配人 アイザック・サックス博士 ダーモット・ホギンズ キャヴィンディッシュ役の俳優 ヴァリーズマン・ザクリー | 井上和彦                                                             |                                                              |
| 2012 | レックスはお風呂の王様 Toy Story Toons: Partysaurus Rex                                          | ウッディ・プライド | 短編アニメ、声の出演                                                 | 唐沢寿明                                                     |
| 2013 | キャプテン・フィリップス Captain Phillips                                                        | リチャード・フィリップス |                                                                      | 江原正士                                                     |
| 2013 | ウォルト・ディズニーの約束 Saving Mr. Banks                                                      | ウォルト・ディズニー | 安原義人                                                             |                                                              |
| 2015 | ブリッジ・オブ・スパイ Bridge of Spies                                                           | ジェームズ・ドノヴァン | 江原正士                                                             |                                                              |
| 2015 | 涙のメッセンジャー 14歳の約束 Ithaca                                                             | マシュー | 兼製作総指揮 日本劇場未公開（WOWOWで放映）                           | （日本語吹替版なし）                                         |
| 2016 | 王様のためのホログラム A Hologram for the King                                                   | アラン・クレイ |                                                                      | 江原正士                                                     |
| 2016 | ハドソン川の奇跡 Sully                                                                           | チェスリー・“サリー”・サレンバーガー | 立川三貴（ソフト版） 江原正士（ザ・シネマ版）                        |                                                              |
| 2016 | インフェルノ Inferno                                                                             | ロバート・ラングドン | 江原正士                                                             |                                                              |
| 2017 | ザ・サークル The Circle                                                                          | イーモン・ベイリー | 江原正士                                                             |                                                              |
| 2017 | ペンタゴン・ペーパーズ/最高機密文書 The Post                                                     | ベン・ブラッドリー | 江原正士                                                             |                                                              |
| 2019 | トイ・ストーリー4 Toy Story 4                                                                    | ウッディ・プライド | アニメ映画、声の出演                                                 | 唐沢寿明                                                     |
| 2019 | 幸せへのまわり道 A Beautiful Day in the Neighborhood                                             | フレッド・ロジャース |                                                                      | 江原正士                                                     |
| 2020 | グレイハウンド Greyhound                                                                         | アーネスト・クラウス | Apple TV+オリジナル作品 兼脚本                                       | 江原正士                                                     |
| 2020 | 続・ボラット 栄光ナル国家だったカザフスタンのためのアメリカ貢ぎ物計画 Borat Subsequent Moviefilm | 本人役 | カメオ出演                                                           | 山寺宏一                                                     |
| 2020 | この茫漠たる荒野で News of the World                                                             | ジェファーソン・カイル・キッド |                                                                      | 江原正士                                                     |
| 2021 | フィンチ Finch                                                                                   | フィンチ・ワインバーグ |                                                                      | 江原正士                                                     |
| 2022 | エルヴィス Elvis                                                                                 | トム・パーカー大佐 |                                                                      | 江原正士                                                     |
| 2022 | ピノキオ Pinocchio                                                                               | ゼペットじいさん |                                                                      | 江原正士                                                     |
| 2022 | オットーという男 A Man Called Otto                                                               | オットー | 兼製作                                                               | 江原正士                                                     |
| 2023 | アステロイド・シティ Asteroid City                                                               | スタンリー・ザック |                                                                      | 江原正士                                                     |
| 2024 | Freaky Tales                                                                                     | Video Store Owner | カメオ出演                                                           |                                                              |
| 2024 | HERE 時を越えて Here                                                                             | リチャード・ヤング | 兼製作                                                               |                                                              |
| 2025 | ザ・ザ・コルダのフェニキア計画 The Phoenician Scheme                                             | リーランド |                                                                      |                                                              |
| 2026 | トイ・ストーリー5（原題） Toy Story 5                                                            | ウッディ・プライド | アニメ映画、声の出演                                                 |                                                              |

### テレビ
| 年         | 題名                                                            | 役名                                                            | 備考 | 日本語吹替                                 |
| ---------- | --------------------------------------------------------------- | --------------------------------------------------------------- | --- | ------------------------------------------ |
| 1980       | ラブ・ボート The Love Boat                                      | Rick Martin                                                     | Episode: "Friends and Lovers/Sergeant Bull/Miss Mother" |                                            |
| 1980-1982  | Bosom Buddies                                                   | Kip/Buffy Wilson                                                | 37 episodes | N/A                                        |
| 1982       | トム・ハンクスの大迷宮 Rona Jaffe's Mazes and Monsters          | ロビー                                                          | テレビ映画 |                                            |
| 1982       | Taxi                                                            | Gordon                                                          | Episode: "The Road Not Taken: Part 1" | N/A                                        |
| 1982       | ハッピーデイズ Happy Days                                       | Dr. Dwayne Twitchell                                            | Episode: "A Little Case of Revenge" | N/A                                        |
| 1983-1984  | ファミリータイズ Family Ties                                    | Ned Donnelly                                                    | Episodes: "The Fugitive" Part 1 & Part 2 Episode: "Say Uncle" | N/A                                        |
| 1985-2021  | サタデー・ナイト・ライブ Saturday Night Live                    | さまざまなキャラクター                                          | コメディ・バラエティ番組 10 times as host（1985年 - 2020年） 10 times as guest/cameo（2001年 - 2021年）                                                                                            |                                            |
| 1992       | ハリウッド・ナイトメア Tales from the Crypt                     | Baxter                                                          | 兼監督 Episode:「永遠に愛して」"None but the Lonely Heart" |                                            |
| 1993       | Fallen Angels                                                   | Trouble Boy #1                                                  | 兼監督 Episode: "I'll Be Waiting" | N/A                                        |
| 1993       | A League of Their Own                                           | N/A                                                             | ディレクターのみ Episode: "The Monkey's Curse" | N/A                                        |
| 1996       | 第69回アカデミー賞 69th Academy Awards                          | ウッディ・プライド                                              | 特別番組、声の出演 | N/A                                        |
| 1998       | フロム・ジ・アース/人類、月に立つ From the Earth to the Moon    | Jean-Luc Despont                                                | ナビゲーター 第12話「月世界旅行-アポロ17号 最後のミッション-」 "Le voyage dans la lune"（出演） 第1話「挑戦への序曲-マーキュリーからジェミニ計画へ-」 "Can We Do This?"〈監督） 4 episodes（脚本） | てらそま昌紀（NHK版） 大塚芳忠（ソフト版） |
| 2000       | Shooting War                                                    | （ナレーター）                                                  | ドキュメンタリー | N/A                                        |
| 2000       | 第72回アカデミー賞 72nd Academy Awards                          | ウッディ・プライド                                              | 特別番組、声の出演 | N/A                                        |
| 2001       | バンド・オブ・ブラザース Band of Brothers                       | British Officer                                                 | ミニシリーズ、製作総指揮・カメオ出演 第5話「岐路 」"Crossroads"（監督） 第1話「翼のために」"Currahee"（脚本）                                                                                      |                                            |
| 2001       | We Stand Alone Together: The Men of Easy Company                | N/A                                                             | ドキュメンタリー、製作総指揮 | N/A                                        |
| 2002       | Life with Bonnie                                                | 本人                                                            | Episode: "What If" | N/A                                        |
| 2003       | Freedom: A History of US                                        | エイブラハム・リンカーン チャールズ・E・ウッド ダニエル・ブーン | 7 episodes | N/A                                        |
| 2004       | おはスタ                                                        | 本人                                                            | 2004年11月26日放送回、ゲスト出演 | 山寺宏一（ボイスオーバー）                 |
| 2006-2011  | ビッグ・ラブ Big Love                                           | N/A                                                             | 製作総指揮 | N/A                                        |
| 2008       | ジョン・アダムズ John Adams                                     | N/A                                                             | 製作総指揮 | N/A                                        |
| 2010       | ザ・パシフィック The Pacific                                    | （ナレーター）                                                  | ミニシリーズ、6 episodes（製作総指揮） |                                            |
| 2011       | 30 ROCK/サーティー・ロック 30 Rock                              | 本人役                                                          | カメオ出演 |                                            |
| 2012       | Electric City                                                   | Cleveland Carr                                                  | Webアニメ、声の出演・兼製作・脚本 | N/A                                        |
| 2013       | リンカーンを殺した男 Killing Lincoln                            | （ナレーター/ナビゲーター）                                     | テレビ映画 | 江原正士                                   |
| 2013       | トイ・ストーリー・オブ・テラー! Toy Story of Terror!            | ウッディ・プライド                                              | テレビスペシャルアニメ、声の出演 | 唐沢寿明                                   |
| 2013       | The Assassination of President Kennedy                          | N/A                                                             | ドキュメンタリー、製作総指揮 | N/A                                        |
| 2014、2017 | ラスト・ウィーク・トゥナイト Last Week Tonight with John Oliver | Himself                                                         | トーク番組 Episode: "The Lottery" Episode: "Presidency of Donald Trump" |                                            |
| 2014       | The Sixties                                                     | N/A                                                             | ドキュメンタリーシリーズ、製作総指揮 | N/A                                        |
| 2014       | オリーヴ・キタリッジ Olive Kitteridge                           | N/A                                                             | ミニシリーズ、製作総指揮 | N/A                                        |
| 2014       | The Greatest Event in Television History                        | 本人                                                            | カメオ出演 | N/A                                        |
| 2014       | トイ・ストーリー 謎の恐竜ワールド Toy Story That Time Forgot    | ウッディ・プライド                                              | テレビスペシャルアニメ、声の出演 | 唐沢寿明                                   |
| 2015       | The Seventies                                                   | N/A                                                             | ドキュメンタリーシリーズ、製作総指揮 | N/A                                        |
| 2016       | 第88回アカデミー賞 88th Academy Awards                          | ウッディ・プライド                                              | 特別番組、 声の出演 | N/A                                        |
| 2016       | The Eighties                                                    | N/A                                                             | ドキュメンタリーシリーズ、製作総指揮 | N/A                                        |
| 2016       | Maya & Marty                                                    | Gene the Astronaut                                              | バラエティ番組 Episode: "Jimmy Fallon & Miley Cyrus" | N/A                                        |
| 2017       | The Nineties                                                    | N/A                                                             | ドキュメンタリーシリーズ、製作総指揮 | N/A                                        |
| 2017       | The David S. Pumpkins Animated Halloween Special                | David S. Pumpkins                                               | テレビスペシャルアニメ、声の出演 | N/A                                        |
| 2018       | 1968: The Year That Changed America                             | N/A                                                             | ドキュメンタリーシリーズ、製作総指揮 | N/A                                        |
| 2018       | The 2000s                                                       | N/A                                                             | ドキュメンタリーシリーズ、製作総指揮 | N/A                                        |
| 2019       | The Movies                                                      | N/A                                                             | ドキュメンタリーシリーズ、製作総指揮 | N/A                                        |
| 2020       | ブレイン・ゲーム スターの頭脳チャレンジ Brain Games             | ゲスト                                                          | ナショナル ジオグラフィックで放送 | 江原正士                                   |
| 2020       | ビッグシティ・グリーン Big City Greens                          | 本人                                                            | 声の出演 Episode: "Cheap Show" | N/A                                        |
| 2020       | My Gift: A Christmas Special From Carrie Underwood              | N/A                                                             | 製作総指揮 | N/A                                        |
| 2021       | 1883                                                            | ジョージ・ミード                                                | ミニシリーズ 第2話「意地と別れ」 | 菊池康弘                                   |
| 2022       | Norman Lear: 100 Years of Music & Laughter                      | 本人                                                            | 特別番組 | N/A                                        |
| 2024       | マスターズ・オブ・ザ・エアー Masters of the Air                 | N/A                                                             | ミニシリーズ、製作総指揮 | N/A                                        |

### その他
| 年        | 題名                                                                             | 役割                                 | 備考                        |
| --------- | -------------------------------------------------------------------------------- | ------------------------------------ | --------------------------- |
| 1998      | フロム・ジ・アース/人類、月に立つ From the Earth to the Moon                     | 製作総指揮                           | テレビシリーズ              |
| 2002      | マイ・ビッグ・ファット・ウェディング My Big Fat Greek Wedding                    | 製作                                 |                             |
| 2004      | connie & carla コニー＆カーラ Connie and Carla                                   | 製作                                 |                             |
| 2005      | ウォーキング・オン・ザ・ムーン 3D Magnificent Desolation: Walking on the Moon 3D | 共同脚本、プロデューサー、ナレーター |                             |
| 2006-2011 | ビッグ・ラブ Big Love                                                            | 製作総指揮                           | テレビシリーズ              |
| 2008      | マンマ・ミーア! Mamma Mia!                                                       | 製作総指揮                           |                             |
| 2008      | エンバー 失われた光の物語 City of Ember                                          | 製作                                 |                             |
| 2009      | マイ・ビッグ・ファット・ドリーム My Life in Ruins                                | 製作総指揮                           |                             |
| 2009      | かいじゅうたちのいるところ Where the Wild Things Are                             | 製作                                 |                             |
| 2010      | ザ・パシフィック The Pacific                                                     | 製作総指揮、ナレーター               | テレビシリーズ              |
| 2013      | ラッキー・ガイ Lucky Guy                                                         | マイク・マカラリー                   | 舞台                        |
| 2013      | パークランド ケネディ暗殺、真実の4日間 Parkland                                  | 製作                                 |                             |
| 2014      | オリーヴ・キタリッジ Olive Kitteridge                                            | 製作                                 | テレビシリーズ              |
| 2015      | 涙のメッセンジャー 14歳の約束 Ithaca                                             | 製作総指揮、出演                     | 日本劇場未公開、WOWOWで放映 |
| 2017      | ザ・シークレットマン Mark Felt: The Man Who Brought Down the White House         | 製作                                 |                             |
| 2023      | マイ・ビッグ・ファット・ウェディング3 My Big Fat Greek Wedding 3                 | 製作                                 |                             |

## 受賞
アカデミー賞
| 年     | タイトル                    | 部門       | 結果       |
| ------ | --------------------------- | ---------- | ---------- |
| 1988年 | ビッグ                      | 主演男優賞 | ノミネート |
| 1993年 | フィラデルフィア            | 主演男優賞 | 受賞       |
| 1994年 | フォレスト・ガンプ 一期一会 | 主演男優賞 | 受賞       |
| 1998年 | プライベート・ライアン      | 主演男優賞 | ノミネート |
| 2000年 | キャスト・アウェイ          | 主演男優賞 | ノミネート |
| 2019年 | 幸せへのまわり道            | 助演男優賞 | ノミネート |

ゴールデン・グローブ賞
| 年     | タイトル                            | 部門                                    | 結果       |
| ------ | ----------------------------------- | --------------------------------------- | ---------- |
| 1988年 | ビッグ                              | 主演男優賞 (ミュージカル・コメディ部門) | 受賞       |
| 1993年 | めぐり逢えたら                      | 主演男優賞 (ミュージカル・コメディ部門) | ノミネート |
| 1993年 | フィラデルフィア                    | 主演男優賞 (ドラマ部門)                 | 受賞       |
| 1994年 | フォレスト・ガンプ 一期一会         | 主演男優賞 (ドラマ部門)                 | 受賞       |
| 1998年 | プライベート・ライアン              | 主演男優賞 (ドラマ部門)                 | ノミネート |
| 2000年 | キャスト・アウェイ                  | 主演男優賞 (ドラマ部門)                 | 受賞       |
| 2007年 | チャーリー・ウィルソンズ・ウォー    | 主演男優賞 (ミュージカル・コメディ部門) | ノミネート |
| 2013年 | キャプテン・フィリップス            | 主演男優賞 (ドラマ部門)                 | ノミネート |
| 2017年 | ペンタゴン・ペーパーズ 最高機密文書 | 主演男優賞 (ドラマ部門)                 | ノミネート |
| 2019年 | 幸せへのまわり道                    | 助演男優賞                              | ノミネート |

## 日本語吹き替え

### 専属声優（フィックス）
江原正士
『フォレスト・ガンプ/一期一会』（ソフト版）で初担当。当初は後述する山寺宏一をはじめ、作品ごとに異なる声優が吹き替えを務めていたが、今作で江原が起用されたことがきっかけで、以降は大半の作品でハンクスの声を担当し、フィックス（専属）と評されるほどに定着している。
江原自身、数多くの俳優の吹替を担当しているが、「過去に演じてきた俳優で最も自然に入り込みやすかった」と語っている。また、江原によるハンクスの吹替は洋画ファンからの高い支持を得ており「トム・ハンクスのコミカルな演技からシリアスな演技まで、どんなトムでも演じ分けている」「トム・ハンクスと言えば江原正士の声が思い浮かぶ」と言った声も多く、『ハドソン川の奇跡』では、公開時に作られた映像ソフト用の吹替版では他の声優がハンクスを演じたが、「トム・ハンクスである以上は、どうしてもいつもの江原さんの声でも聞いてみたい」とのファンの声が続出し、ザ・シネマでは江原がハンクスを吹替た新録版が製作されることもあった

江原によるハンクスの吹き替えはアメリカ本国でもそのシンクロ率を高く評価されており、一例としては『インフェルノ』が劇場公開用に吹替が制作された際、現地のミキサーから「トム・ハンクス本人が日本語で喋っているかのよう」と言われたといい、江原自身も吹き替えの仕事をする上で特に嬉しかったエピソードとしてこの出来事を挙げている（詳細は江原のページを参照）。

### その他の担当声優
山寺宏一
『ターナー&フーチ/すてきな相棒』（TBS版）で初担当。江原に先駆けてハンクスを多く担当していたが、後に江原が吹き替えた作品を観てからは「トム・ハンクスが喋っているようにしか聞こえないほどのハマり役」と評しており、敬意を表している。『グリーンマイル』（フジテレビ版）ではダグ・ハッチソンの声を務め、江原演ずるハンクスと共演した。ハンクスの代表作の一つである『フォレスト・ガンプ/一期一会』を日本テレビの「金曜ロードショー」放映時に山寺が吹き替えた際には、その再現度の高さから「演技が真に迫りすぎている」としてテレビ局に苦情が寄せられたエピソードがある。
また、お蔵入りになった『トイ・ストーリー』の初回収録版ではウッディの声を吹き替えていた。
このほかにも、大塚芳忠、唐沢寿明、井上和彦、安原義人、堀内賢雄、田中秀幸なども複数回、声を当てている。